# Tiemen Groen
Tiemen Groen (Follega, 6 juli 1946 – Malmesbury (Zuid-Afrika), 26 oktober 2021) was een Nederlands wielrenner.

## Loopbaan
Hij was een achtervolger bij het baanwielrennen. In 1964 brak hij door toen hij als 18-jarige eerst Nederlands en later wereldkampioen werd bij de amateurs. Beide titels won hij ook in 1965 en 1966. In 1964 werd hij ook nationaal kampioen op de weg bij de nieuwelingen  In 1967 werd Groen beroepsrenner. Hetzelfde jaar werd hij ook bij de profs wereldkampioen op de achtervolging, maar wegwedstrijden waren geen succes. Een jaar later beëindigde hij zijn wielercarrière. Vervolgens werd hij antiquair.
Groen emigreerde in 1995 naar Zuid-Afrika. Hij overleed daar in 2021 op 75-jarige leeftijd in zijn woonplaats Malmesbury.

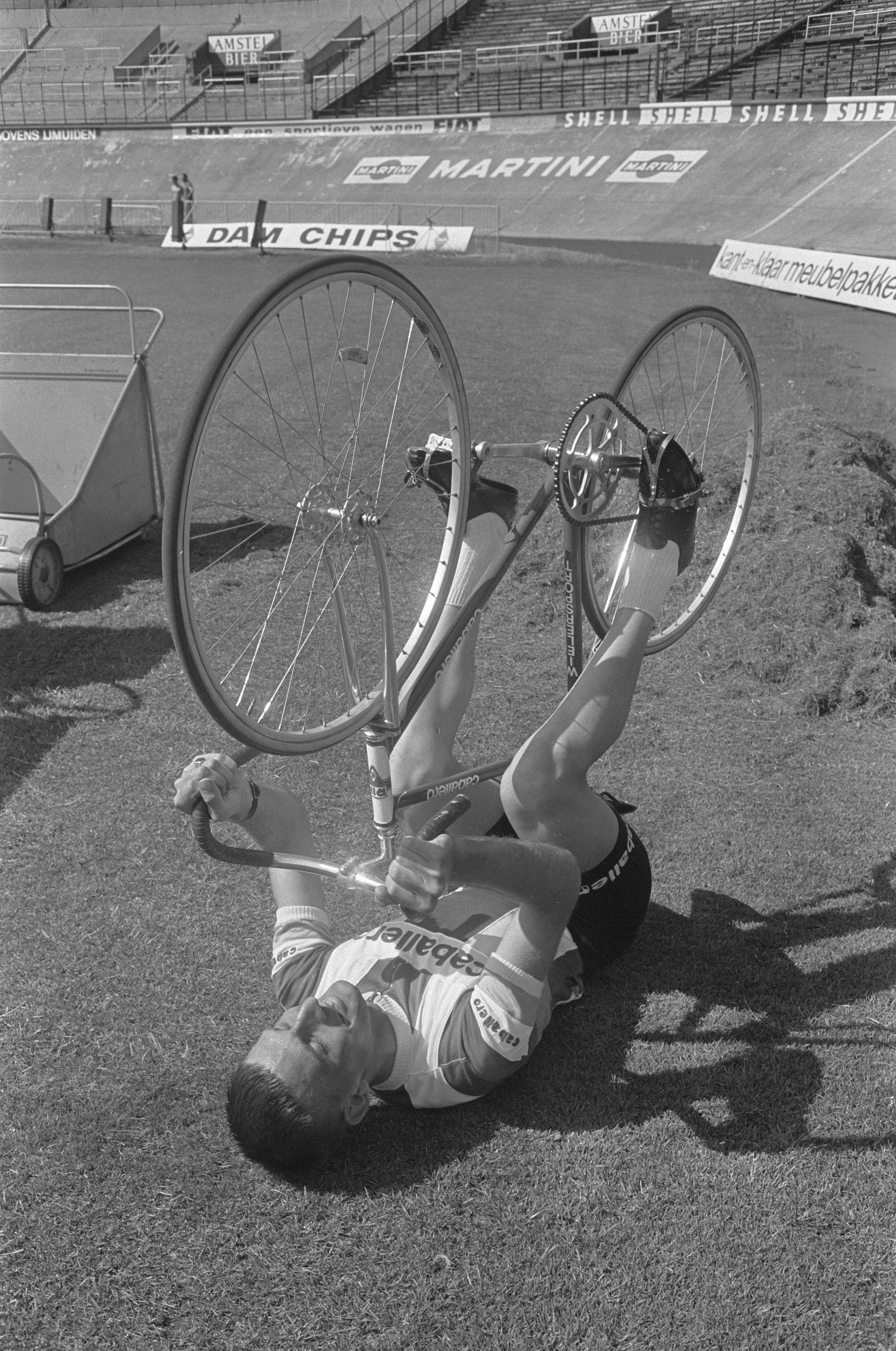
Training Wielerkampioenschappen op de baan. Tiemen Groen op zijn kop. (1967)